# Thalía
Ariadna Thalía Sodi Miranda (n. 26 august 1971, Ciudad de México, Mexic), cunoscută pe plan profesional sub numele Thalía este o actriță și cântăreață, autoare și femeie de afaceri de origine mexicană, laureată a Premiilor Latin Grammy și Latin Billboard.
Datorită succesului telenovelelor în care Thalía avea rolul principal, ea a fost numită „La reina de las novelas iar albumele sale premiate cu multi-discuri de platină în America Latină i-au adus titluri precum „Diva muzicii latino” sau „Regina muzicii pop". Pe plan mondial, interpreta a vândut 25 de milioane de discuri, această realizare plasând-o pe Thalía în cercul celor mai influente cântărețe de muzică latino pe plan internațioal. Profilul vocal al Thalíei se încadrează în categoria mezzo-sopranelor.
În prezent, interpreta locuiește în New York împreună cu soțul și impresarul ei, Tommy Mottola.

## Biografie

### Anii copilăriei
Thalía Ariadna Sodi y Miranda s-a născut pe data de 26 august într-o familie cu origini mexicane și spaniole, fiind al cincilea și ultimul copil al familiei sale. Tatăl acesteia era cercetător, doctor în patologie, criminalist și scriitor, iar mama sa pictoriță. Printre surorile sale se numără și o actriță de succes și anume Laura Zapata. Thalía a început să apară în mass-media încă de la o vârstă fragedă, ea fiind selectată pentru un rol într-o reclamă televizată când avea doar un an.
În copilărie a participat la diferite concursuri de pictură și arte plastice dedicate copiilor. În paralel cu școala, ea a studiat baletul și gimnastica. Thalía a studiat la Liceo Franco Mexicano (Elycio Francée Mexican).

## Cariera artistică

### Primele activități muzicale și cariera alături de Timbiriche (1980-1989)
Cariera sa muzicală a început în anul 1980, când a participat la un festival de muzică alături de grupul de copii „Pac-Man”. După ce formația și-a schimbat numele în Din-Din aceștia au lansat patru discuri single. În 1984, Thalía a creat vocea secundă a muzicalul Vaselina (varianta în spaniolă a musicalului Grease) interpretat de către grupul Timbiriche, iar la scurt timp ea a obținut un rol major în cadrul acestei piese. Datorită acestui musical, Timbiriche a devenit unul din cele mai cunoscute grupuri din Mexic.
Înainte de a-și începe cariera independentă, s-a alăturat formației Timbiriche în anul 1986. Grupul a avut un mare succes, înregistrând patru albume (cu Thalía) printre care se numără și numeroase hituri, care sunt înregistrate alături de Orchestra Filarmonicii. Thalía început să apară din ce în ce mai mult în reviste, câștigând și un concurs de miss.

### Primele succese solo (1990 - 1992)
În ianuarie, 1990 Thalía s-a mutat în S.U.A. pentru o perioadă de un an, având ca scop studiul limbii engleze, dar și lecțiile de canto. După crearea noii sale imagini s-a întors în Mexic unde și-a lansat și albumul solo de debut, intitulat Thalía cu ajutorul lui Alfredo Díaz Ordaz, care a fost mai târziu și partenerul ei de viață. Albumul Thalía conținea piese în stil pop-rock. Piesa Un Pacto Entre Los Dos a fost single-ul de debut al interpretei. 
În 1991, albumul Mundo de Cristal a fost certificat cu discul de aur în Mexic, pentru vânzări semnificative. În același an, Thalía s-a mutat în Spania unde a prezentat diferite programe de televiziune precum Vip de Noche.
În anul 1992, este lansat cel de-al treilea album al interpretei, intitulat Love. Love a fost primul ei material discografic ce a primit discul de platină, iar discuri single precum Sangre, El Bronceador și Love au lansat-o pe piața muzicală din America latină.

### 1992-1996:Trilogia Mariilor
După trei ani de la participarea ei televizată în Luz y sombra, Thalía și-a reluat cariera de actriță și a fost protagonista telenovelei María Mercedes, prima din seria cunoscută sub denumirea Trilogía de las Marías („Trilogia Mariilor”), produsă de Televisa. Pentru acest rol, artista a obținut premiul TVyNovelas în ediția din 1993, ca „cea mai bună actriță tânără”.  În 1994, Televisa a produs telenovela Marimar și, în anul următor, seria s-a încheiat cu María la del Barrio. 
Terra Networks le-a considerat pe Maria la del Barrio și pe Marimar ca fiind unele dintre „Cele mai bune telenovele ale tuturor timpurilor”.

## Discografie

### Albume de studio
- Thalía (1990)
- Mundo de Cristal (1991)
- Love (1992)
- En éxtasis (1995)
- Amor a la Mexicana (1997)
- Arrasando (2000)
- Thalía
- Thalía (album în engleză) (2003)
- El Sexto Sentido (2005)
- Lunada (2008)
- Habitame Siempre  (2012)
- Amore Mio  (2014)
- Latina (2016)

### Albume de compilație
- Nandito Ako (1997)
- Thalía con banda: Grandes éxitos (2001)
- Hits Remixed (2003)
- Greatest Hits (2004)

### Albume în direct
- Primera Fila (2009)

### Ediții speciale
- El Sexto Sentido - Reloaded (2006)
- Primera Fila...Un año después (2010)
- Habitame Siempre....Edicion Especial (2013)

## Filmografie

### Filme
- Mambo Café (1999)

### Telenovele
- La pobre señorita Limantour (1987)
- Quinceañera (1987 - 1988)
- Luz y Sombra (1989)
- María Mercedes (1992)
- Marimar (1993 - 1994)
- María la del Barrio (1995 - 1996)
- Rosalinda (1999)